# Halle aux Draps et Toiles
 (mars 2022).
Si vous disposez d'ouvrages ou d'articles de référence ou si vous connaissez des sites web de qualité traitant du thème abordé ici, merci de compléter l'article en donnant les références utiles à sa vérifiabilité et en les liant à la section « Notes et références ».
La Halle aux Draps et Toiles était un important marché de gros situé au centre de la capitale française.

## Histoire
La Halle aux draps était établie à Paris depuis le XVe siècle entre la rue de la Poterie et la rue de la Petite-Friperie. Les documents datant des années 1552-1563, tirée du Minutier central, confirment que le roi fait lotir et vendre à des particuliers des terrains « le long d'une ruelle derrière le lieu ou a esté autrefois la Halle aux draps ».
Les autres grandes villes marchandes d'Occident avaient elles aussi des halles spécialisées pour différents produits, en particulier les halles aux draps :
- Halles aux draps d'Ypres
- Halle aux draps de Tournai
- Halles aux draps de Louvain
- Halle aux draps de Liège

La Halle aux draps de Paris fut reconstruite, sous le nom de Halle aux draps et toiles par Molinos et Legrand en 1786. Un autre bâtiment était consacrée aux toiles puis les deux fusionnent. La halle aux draps et toiles bénéficiait au XVIIIe siècle d'un "Inspecteur des Manufactures de Lainerie" établi à la Halle aux Draps de Paris. C'est la plus importante des sept halles couvertes de Paris en 1789. Elle fut incendiée en 1855.